# Solidarnost
 Ovo je glavno značenje pojma Solidarnost. Za druga značenja pogledajte Solidarnost (sindikat).
Solidarnost je dobrovoljna socijalna kohezija, spremnost da se pomogne i dodijeli međusobna podrška unutar grupe. Ljudi su solidarni s nekime, ako ga podržavaju u njegovim uspjesima i neuspjesima te ih osjećaju kao svoje vlastite.

## Podrijetlo riječi
Riječ dolazi od lat. "solidus", to znači „čvrst“. Postojao je srednjovjekovni pravni pojam „solidum„, što je značilo da se skupina ljudi, koja se pojavljuje pred sudom ponaša "kao jedan čovjek". Riječ se proširila na francuski, a nakon toga i na druge jezike, a od 19. stoljeća počela se koristiti kao konkretan izraz koncepta "bratstva" u lozinki Francuske revolucije "Sloboda, jednakost, bratstvo." (franc. Liberté, égalité, fraternité). U tom smislu, postala je parola posebno radničkog pokreta i kasnije socijaldemokracije. U rujnu 1980. nastao je u Gdanjsku sindikalni pokret „Solidarnost“, čime je postupno započeo pad komunističkog sustava. Istoznačnica u hrvatskom jeziku je i riječ uzajamlje

## Solidarnost u sociologiji
Solidarnost se protivi ideji moći i dominacije jednih nad drugima. Francuski sociolog Émile Durkheim u svom radu "Društvena podjela rada" (1893.) razlikuje tvrtku s niskim stupnjem podjele rada, koja ima "mehaničku solidarnost" od skupine ili plemena kao cjeline društva s naprednom podjelom rada, koja je dovela do različitih dobrovoljnih saveza i nastanka "organske solidarnosti".
Solidarnost je oblik međusobne ljubavi i pomoći unutar crkvenih redova, a kasnije u srednjem vijeku između cehova i drugih interesnih skupina. Durkheim i njegovi sljedbenici, vide i nedostatak takve solidarnosti, ako su interesi neke skupine na štetu društva u cjelini.

## Solidarnost u današnjici
Društveni razvoj u bogatim zemljama – osobito automatizacija proizvodnje i njen prijenos u siromašnije zemlje - drastično su smanjili broj radnika u tvornicama i doveli do slabljenja grupne solidarnosti. Smanjena je važnost sindikata i iako je standard porastao, smanjila se i solidarnost u tom pogledu.
Trenutno se, najčešće govori o tzv međugeneracijskoj solidarnosti, prema kojoj zaposleni ljudi moraju dati dio svojih prihoda za plaćanje mirovine starih ljudi, nekadašnjih zaposlenika. U Hrvatskoj je postojalo ministarstvo, koje se zvalo „Ministarstvo obitelji, branitelja i međugeneracijske solidarnosti“. Tu se ne radi o solidarnosti u pravom smislu te riječi, jer nije dobrovoljno. 
Solidarnost s primjerice, siromašnijim dijelovima svijeta i siromašnim građanima, veliki je etički izazov za sve i solidarnost ostaje za mnoge vrlina i u modernom društvu. 